# جاسبر غروسفينور
جاسبر غروسفينور (بالإنجليزية: Jasper Grosvenor)‏ هو خبير مالي أمريكي، ولد في 1794، وتوفي في 1857.